# Antti (klippa)
Antti är en ö i Finland. Den ligger i Skärgårdshavet och i kommunen Nådendal i den ekonomiska regionen  Åbo ekonomiska region i landskapet Egentliga Finland, i den sydvästra delen av landet. Ön ligger omkring 26 kilometer väster om Åbo och omkring 180 kilometer väster om Helsingfors.
Öns area är 1,8 hektar och dess största längd är 180 meter i nord-sydlig riktning. I omgivningarna runt Antti växer i huvudsak barrskog. Runt Antti är det ganska glesbefolkat, med 29 invånare per kvadratkilometer. Närmaste större samhälle är Nådendal, 12,4 km öster om Antti.